# Орден «За службу Родине в Вооружённых Силах Приднестровской Молдавской Республики»
Орден «За службу Родине в Вооружённых Силах Приднестровской Молдавской Республики» — является высшей офицерской наградой Приднестровской Молдавской Республики за выдающиеся заслуги в строительстве и развитии Вооружённых Сил, укреплении обороноспособности республики, умелое командование войсками, за отвагу и самоотверженность при исполнении воинского долга.

## Общий вид
Орден «За службу Родине в Вооруженных Силах Приднестровской Молдавской Республики» представляет собой выпуклую пятиконечную звезду лучи которой покрыты рубиново-красной эмалью. В звезду вписан круг, в центре которого прикреплен рельефный Герб Приднестровской Молдавской Республики. Вокруг Герба по окружности надпись: «За службу Родине в ВС». Под кругом, на нижние лучи звезды прикреплена накладка, представляющая собой две симметричные дубовые ветки, перевитые посередине лентой с надписью черным цветом" ПМР".
Звезда наложена на основу, представляющая собой пластину, выполненную в виде расходящихся выпуклых лучей и также имеющую форму пятиконечной звезды. Лучи основы расположены между лучами рубиново-красной звезды.

## Вид ордена III-степени
У ордена III-й степени основание, накладка, грани рубиново-красной звезды, Герб, буквы надписи «За службу Родине в ВС» и вписанный круг имеют темно-серебристый цвет.

## Вид ордена II-степени
У ордена II-й степени накладка, грани рубиново-красной звезды, Герб, буквы надписи «За службу Родине в ВС» и бортик вписанного круга имеют золотистый цвет, а круг окрашен темно-зеленой эмалью.

## Вид ордена I-степени
У ордена I-й степени основа, накладка, грани рубиново-красной звезды, Герб, буквы надписи «За службу Родине в ВС» и бортик вписанного круга имеют золотистый цвет, а круг окрашен белой эмалью.
На оборотной стороне орден имеет индивидуальный номер и штифт с гайкой для крепления ордена к одежде.

## Лента ордена
Лента к ордену «За службу Родине в Вооруженных Силах ПМР» шелковая муаровая желтого цвета шириной 24 мм с продольными полосками темно-зеленого цвета посередине: для первой степени — одна, шириной 6 мм, для второй степени — две, шириной 3 мм каждая, для третьей степени — три, шириной 2 мм каждая. Вдоль левого края ленты три полоски шириной по 2 мм цвета Государственного Флага Приднестровской Молдавской Республики — две красные и одна зеленая между ними.

## Статут Ордена
Статут ордена «За службу родине в вооруженных силах Приднестровской Молдавской Республики»
Учрежден Указом Президента Приднестровской Молдавской Республики от 16 февраля 1996 года N 43)

1.Орден «За службу Родине в Вооруженных Силах Приднестровской Молдавской Республики» является высшей офицерской наградой Приднестровской Молдавской Республики за выдающиеся заслуги в строительстве и развитии Вооруженных Сил, укреплении обороноспособности Республики, умелое командование войсками, за отвагу и самоотверженность при исполнении воинского долга.

2.Орденом «За службу Родине в Вооруженных Силах Приднестровской Молдавской Республики» награждаются офицеры, состоящие на военной службе в Вооруженных Силах, воинских формированиях и органах Министерства юстиции, Министерства внутренних дел, Министерства государственной безопасности Приднестровской Молдавской Республики и Войскового Правления Черноморского Казачьего Войска.

3.Награждение орденом «За службу Родине в Вооруженных Силах Приднестровской Молдавской Республики» производится:

а) за высокие показатели в служебной деятельности;

б) за успешное выполнение специальных заданий командования;

в) за умелое командование войсками, отвагу и самоотверженность, проявленные при исполнении воинского долга;

г) за другие заслуги перед Приднестровской Молдавской Республикой во время службы в Вооруженных Силах Приднестровской Молдавской Республики.

4.Орден «За службу Родине в Вооруженных Силах Приднестровской Молдавской Республики» состоит из трех степеней:
орден «За службу Родине в Вооруженных Силах Приднестровской Молдавской Республики» I степени;
орден «За службу Родине в Вооруженных Силах Приднестровской Молдавской Республики» II степени;
орден "За службу Родине в Вооруженных Силах Приднестровской Молдавской Республики"III степени.
Высшей степенью ордена является I степень. Награждение производится последовательно: III степенью, II степенью, I степенью, при этом II и I степенью также награждаются лица, награждённые ранее III или III и II степенями соответственно ордена «За службу Родине в Вооруженных Силах СССР».
Повторное представление к ордену «За службу Родине в Вооруженных Силах Приднестровской Молдавской Республики» возможно не ранее чем через пять лет после предыдущего награждения, за исключением награждения за совершение геройского подвига, проявленные мужество, смелость и отвагу.
Награждение одного лица дважды орденом одной степени не допускается.

5. Орден «За службу Родине в Вооруженных Силах Приднестровской Молдавской Республики» носится на правой стороне груди и при наличии других наград располагается перед ними.